# Trichopsychoda shogakii
Trichopsychoda shogakii är en tvåvingeart som beskrevs av Tokunaga och Komyo 1955. Trichopsychoda shogakii ingår i släktet Trichopsychoda och familjen fjärilsmyggor. Inga underarter finns listade i Catalogue of Life.